# Maouhoub Ghazouani
Maouhoub Ghazouani (arabisch موهوب الغزواني, DMG Mauhūb al-Ġazwānī; * 1946 oder 1948 in Hay Mohammadi, Casablanca) ist ein ehemaliger marokkanischer Fußballspieler.

## Sportlicher Werdegang
Ghazouani spielte als Mittelfeldspieler seine komplette Laufbahn für FAR Rabat in der Botola und gewann dabei mehrfach den Meistertitel.
In den 1960er und 1970er Jahren lief Ghazouani für die marokkanische Nationalmannschaft auf. Dabei nahm er an der Weltmeisterschaftsendrunde 1970 teil, bei der die Mannschaft am Ende der Gruppenphase ausschied. Beim abschließenden 1:1-Unentschieden gegen Bulgarien erzielte er das marokkanische Tor. Zwei Jahre später gehörte er zum Kader der Auswahl beim Afrika-Cup 1972, als die Mannschaft mit drei Unentschieden die K.-o.-Phase verpasste, und bei den Olympischen Sommerspielen 1972. Im zweiten Gruppenspiel wurde er dort bei der 0:3-Niederlage gegen die deutsche Olympiaauswahl des Feldes verwiesen. Dennoch bestritt er im Turnierverlauf fünf Spiele, als die Mannschaft die Zwischenrunde erreichte und dort die Spiele um die Medaillen verpasste. 